# Ciepła Bryza
Ciepła Bryza (ang. Warm Breeze) – składowa gazu międzygwiazdowego (strumień atomów), napływająca do wnętrza Układu Słonecznego.

## Otoczenie
Korona słoneczna jest źródłem wiatru słonecznego, który wytwarza wnękę w ośrodku międzygwiazdowym (heliosferę), sięgającą ponad stukrotnie dalej niż orbita Ziemi, stanowiącą jednocześnie jej ochronę przed galaktycznym promieniowaniem kosmicznym. Ośrodek międzygwiazdowy, przez który z prędkością 25,8 km/s porusza się Układ Słoneczny w swoim ruchu wokół centrum Galaktyki, jest wypełniony rzadką i częściowo zjonizowaną materią o temperaturze około 7500 K. Naładowana elektrycznie część tej materii nie może dostawać się swobodnie do wnętrza heliosfery ze względu na oddziaływanie z polem magnetycznym i musi ją opływać. Do środka dostają się niezjonizowane atomy, a ich dalszy ruch uzależniony jest od wpływu grawitacji i ciśnienia promieniowania na nie.
Część atomów, które przedostały się do wnętrza heliosfery, dociera w pobliże Ziemi. Wodór stanowi największą część materii międzygwiazdowej, ale w okolice Ziemi dociera go bardzo mało, bowiem po drodze ulega jonizacji. Najwięcej obserwuje się atomów helu, pojawiają się też atomy tlenu, neonu i śladowe ilości deuteru.

## Odkrycie

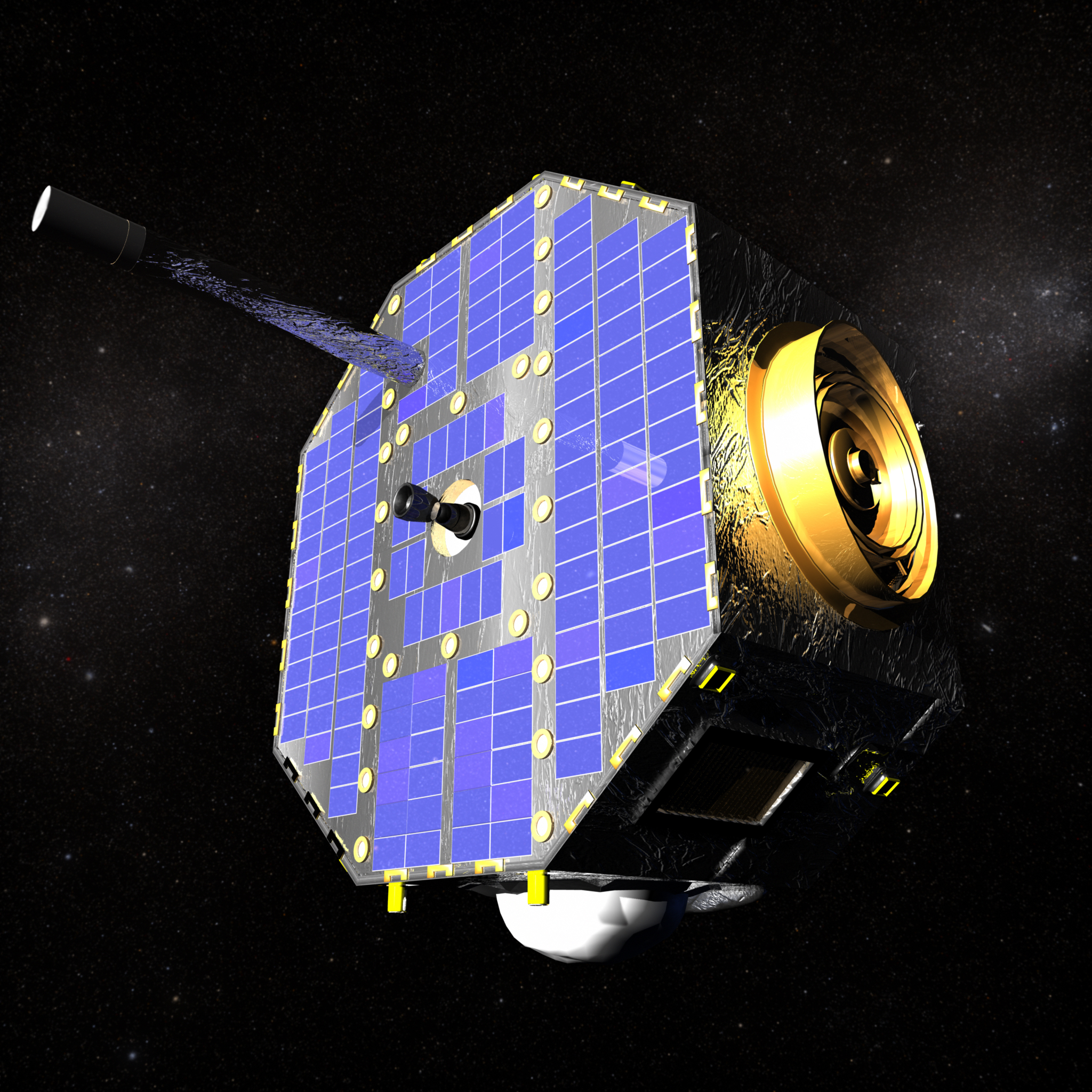
Wizualizacja satelity IBEX

W 2008 NASA umieściła na orbicie satelitę IBEX, którego jednym z zadań jest obserwacja tych atomów. W 2014 grupa naukowców ze Stanów Zjednoczonych, Szwajcarii i Polski, analizując dane pozyskane przez IBEX, odkryła nieznany wcześniej strumień atomów, napływający z kierunku odchylonego o prawie 10° od kierunku ruchu Słońca w ośrodku międzygwiazdowym. Strumień różni się własnościami od strumieni atomów helu i wodoru międzygwiazdowego wnikających w heliosferę, m.in. posiada wyższą temperaturę (~ 9500 K), dlatego nazwano go Ciepłą Bryzą. Pracę opublikowano 5 marca 2016 w „The Astrophysical Journal Supplement Series”.
Heliosfera, przechodząc przez Lokalny Obłok Międzygwiazdowy, „odsuwa” na boki plazmę kosmiczną, podobnie jak dziób łodzi wzburzający falę na morzu. Według modeli heliosfery w obrębie tej fali powinna wytworzyć się dodatkowa ilość neutralnych atomów (populacja wtórna), z których część wpływa do wnętrza heliosfery – one właśnie tworzą strumień Ciepłej Bryzy.